# Олександра
Олекса́ндра — християнське жіноче ім'я, жіноча форма імені Олександр. У давньогрецькій міфології прізвисько Ἀλέξανδρος носить Паріс, а Ἀλέξανδρα — його сестра Кассандра. Іншомовні форми — Алессандра (в італійській мові), Алехандра (в іспанській мові), Алешандра (у португальській мові). В українській вимові внаслідок невластивості початкового звуку «а» в східнослов'янських мовах відбулася заміна його на «о».
Зменшувальні форми — Олеся, Леся, Сандра, Сандрина, Сандрія, Сандринія, Алекса

## Іменини
- За православним календарем[3] — 20 березня, 23 квітня, 18 травня, 6 листопада.

## Відомі носійки
- Олександра Іванівна Вишневецька (1535/38—1575) — руська аристократка часів Великого князівства Литовського.
- Олександра Петрівна Романова (1838—1900) — велика княгиня, засновниця Київського Покровського жіночого монастиря.
- Олександра Федорівна (1872—1918) — остання російська імператриця, дружина Миколи II.
- Олександра Яківна Єфименко (до шлюбу Ставровська; 1848—1918) — історикиня, етнографка, перша жінка, що стала почесним доктором російської історії.
- Олександра Олександрівна Яблочкіна (1866—1964) — російська та радянська театральна акторка, педагогиня.
- Олександра Михайлівна Коллонтай (1872—1952) — російська революційна діячка, дипломатка, публіцистка.
- Олександра Андріївна Глаголєва-Аркадьєва (1884—1945) — російська та радянська фізикиня, створила масовий випромінювач.
- Олександра Петрівна Черненко (1923—2014) — українська поетеса, літературознавиця, членкиня міжнародного ПЕН-клубу.
- Олександра Антонівна Сербенська (нар. 1929) — українська мовознавиця, доктор філологічних наук.
- Олександра Петрівна Панова (1899—1981) — радянська акторка театру та кіно.
- Олександра Євгенівна Яковлєва (при народженні Іванес; 1957—2022) — радянська та російська акторка, кінорежисерка. Російська громадсько-політична діячка регіонального рівня.
- Олександра Миколаївна Пахмутова (нар. 1929) — радянська та російська композиторка та піаністка.
- Олександра Іванівна Назарова (1940—2019) — радянська та російська акторка театру та кіно.
- Олександра Євгенівна Назарова (нар. 1996) — українська фігуристка в танцях на льоду. Дочка футболіста Євгенія Миколайовича Назарова. Виступає в парі з Максимом Костянтиновичем Нікітіним.
- Олександра Олександрівна Тимошенко (нар. 1972) — українська гімнастка, олімпійська чемпіонка.
- Олександра В'ячеславівна Матвійчук (нар. 1983)  — українська правозахисниця, лауреатка Нобелівської премії миру.